# Земля мертвих
«Земля мертвих» (англ. Land of the Dead) — американський постапокаліптичний фільм жахів 2005 року режисера Джорджа Ромеро, сценарій до якого він сам і написав. Це четвертий (і заключний) фільм із основної серії про «живих мерців» Джорджа Ромеро, йому передують: «Ніч живих мерців» 1968 року, «Світанок мерців» 1978 року та «День мерців» 1985 року. Таким чином, перерва між останніми роботами склала рівно 20 років. Картина стала першою з цієї серії, в якій застосовувалися комп'ютерні спецефекти. Далі Ромеро зняв ще два фільми — «Щоденники мерців» 2007 року та «Виживання мерців» 2009 року, але ці фільми не відносяться до основної серії.

## Про фільм
Дія фільму розгортається в світі, де вже кілька років як стався зомбі-апокаліпсис і присвячено нападу «живих мерців» на один з останніх укріплених міст людей — Піттсбург, штат Пенсільванія. Вцілілі у фільмі втекли до району з назвою «Золотий трикутник» у центрі Піттсбурга. Регіон захищений з двох сторін річками, а з третього — електричною барикадою, яку ті, хто вижили називають «Горлянкою». Його філософія перегукується з філософією попереднього фільму Ромеро, «День мерців»: навіть в захопленому зомбі світі основна загроза для людей виходить від людей; до неї додаються завуальовані в протистоянні обірваних «живих мерців» і задоволених життям людей з хмарочоса «Фідлерс Грін» ідеї соціального протесту, в тому числі і глобальної напруженості у відносинах «третього світу» і «золотого мільярда».

## Сюжет
Початок фільму являє собою стилізовану під документальне знімання нарізку з телепередач часів «Світанку мерців», коли повсталі зомбі заполонили весь світ. Через декілька років, у час дії фільму, людство утримує за собою кілька укріплених міст, в тому числі Піттсбург. Він надійно захищений від мерців парканами під високою напругою, стінами, барикадами, військовими патрулями і, що важливо, річкою — зомбі не вміють перетинати водні перешкоди. Велика частина міста являє собою убогі нетрі, проте, у хмарочосі «Фідлерс Грін», де мешкає еліта, підтримується високий рівень життя. Фактичним господарем міста є керуючий «Фідлерс Грін» Пол Кауфман (Денніс Гоппер).
За межі Пітсбурга періодично відбуваються вилазки — за залишками в покинутій частині міста і в сусідніх населених пунктах продуктами і медикаментами. У цих експедиціях, що здійснюються не військовими, а добровольцями, яким нема чого втрачати, використовується спеціально спроєктований величезний бронеавтомобіль «Сталевий месник». «Месник» озброєний ракетами, кулеметами і спеціальною установкою для запуску феєрверків — останні заворожують зомбі, відволікаючи їх від людей.
Конструктор «Сталевого месника» і голова експедицій Райлі Денбо (Саймон Бейкер) планує залишити своє заняття і бігти на північ, до Канади, зі своїм відданим другом Чарлі (Роберт Джой), розумово відсталим, який понівечений страшним опіком, проте, відмінним стрільцем. Тим часом його заступник Чоло Демор (Джон Легвізамо), якому Райлі збирається передати кермо влади добровольчої командою, також збирається «зав'язати» з вилазками. Чоло тривалий час таємно працював на Кауфмана: він усував тих, хто заважає керуючому міста та вивозив їхні тіла за межі міста під виглядом сміття; тепер він розраховує, що Кауфман винагородить його квартирою в «Фідлерс Грін», що включить Чоло в ряди міської еліти.
Під час однієї з вилазок, з вини Чоло, у покинутому винному магазині гине один з членів команди, через це Райлі припиняє операцію і повертається в місто. Тим часом «Великий Татко» (Юджин Кларк), колишній працівник автозаправки і дуже незвичайний зомбі, багаторазово перевершує родичів за інтелектом, здатний співчувати їм і практично свідомо ненавидіти людей (що продовжує ідею з «учнем» зомбі Бобом з «Дня мерців»), направляється слідом за ними, орієнтуючись на вогні «Фідлерс Грін»; за «Татком» слідкує великий натовп зомбі.
У місті Райлі відвідує лідера бідняків — Малігана (Брюс Макфі), свого старого приятеля, нині провідного агітатора проти Кауфмана. Віддавши синові Малігана необхідні тому ліки, Райлі направляється в автомайстерню і виявляє, що його власний автомобіль, який він готував до від'їзду до Канади, зник. Він підозрює, що в цьому замішаний продавець авто, місцевий мафіозі — карлик Чівава (Філ Фондакаро) — і разом з Чарлі прямує до того в клуб. У клубі проводиться щось на кшталт гладіаторських боїв за участю зомбі, яким в якості приманки на арену була кинута жива дівчина на ім'я Слек (Азія Ардженто). Райлі і Чарлі рятують її. В перестрілці, що зав'язалася і загальній паніці Чарлі вбиває Чіваву, який намагався втекти. Поліція заарештовує всіх трьох — Чарлі, Райлі і поранену Слек. У в'язниці вони бачать і арештованого Малігана;
Чоло, доставивши Кауфману здобуті в експедиції шампанське і сигари, вимагає собі квартиру в «Фідлерс Грін», інакше Чоло розповість усім про брудні справи Кауфмана. Кауфман наказує охоронцеві вивести Чоло геть — його послуги Кауфману більш не потрібні. На сходах Чоло б'є охоронця і тікає. Тим часом армія мерців, яку веде «Великий Татко», успішно долає численні барикади на підходах до міста. Солдати, що охороняють барикади захоплені зненацька. Скориставшись ситуацією, Чоло і добровольча команда виїжджають на «Сталевому меснику». Від'їхавши від міста, Чоло по радіо виставляє Кауфману свої нові вимоги — п'ять мільйонів доларів, інакше він розстріляє місто з ракетної установки «Месника». Зустріти човен з грошима повинен один з добровольців Чоло, Миша (Максвелл МакКейб-Локос).
Кауфман звільняє з в'язниці командира Чоло — Райлі — і просить його розібратися з бунтівним добровольцем. Райлі разом з Чарлі, Слек і трьома відрядженими Кауфманом солдатами — Манолете (Саша Ройз), Мотаун (Кріста Бріджес) і Пілсбарі (Педро Мігель Арсе) виїжджають за місто, спостерігаючи за пересуваннями «Месника» через КПК Райлі. Вони виявляють, що зомбі прорвалися через барикади, винищивши всіх солдат, і тепер армію мерців від міста відокремлює тільки річка. Необережного Манолете кусає зомбі, і Слек вбиває його. Безрезультатно очікуючого біля річки посланців Кауфмана Мишу вбивають зомбі.
Райлі пояснює супутникам свою позицію: він не вірить Кауфману і зовсім не має наміру повертатися в місто з «Сталевим месником», тому, усунувши загрозу місту, Райлі збирається виїхати разом з «Месником» на північ. Рядова Мотаун має намір заарештувати його, але її колега Пілсбарі, якого план Райлі більш ніж влаштовує, оглушує Мотаун і залишає в машині. Райлі і Чарлі вирушають назустріч «Меснику». Чоло приймає їх обох на борт, але від наміру завдати по місту ракетний удар не відмовляється.
Райлі, який опинився в полоні у Чоло, відключає ракетну пускову установку через свій КПК. До цього моменту до «Месника» підбираються, з одного боку, Слек і Пілсбарі, а з іншого боку — Мотаун, яка вже прийшла в себе. Хоча Мотаун гине від рук і зубів зомбі, а Чоло в короткій перестрілці виявляється пораненим, Райлі і Чарлі все ж захоплюють «Месник». Побачивши у місті пожежу, «Месник» під керівництвом Райлі вирушає до Піттсбурга на виручку. Вони відпускають Чоло і його приятеля Вуді (Тоні Наппо), які мають намір податися на захід, в інше місто, на тій легковій машині, на якій приїхав Райлі. Однак Чоло кусає «живий мрець», і він, зрозумівши, що скоро також перетвориться на зомбі, змінює свої плани та вирушає до Пітсбурга мстити Кауфману.
В цей час зомбі на чолі з «Великим Татком» перетинають річку по дну і заходять до міста, викликавши в нетрях паніку — люди, які не чекали їх появи, нездатні надати орді зомбі ніякого опору; більш того, вони виявилися в пастці — через зведені проти зомбі барикади і паркани під напругою, місто неможливо покинути. Люди в паніці скупчуються у електрифікованого паркану, який неможливо відключити. Навіть запущені «Сталевим месником» феєрверки, який направляється до міста, вже не зупиняють зомбі-нападників. Очолювана «Великим Татком» частина найбільш «навчених» зомбі, озброюються підручними інструментами та вирушають на штурм «Фідлерс Грін». Сам Кауфман серед влаштованої зомбі в хмарочосі різанини намагається втекти з двома сумками грошей; проте його переслідує «Великий Татко», а незабаром з'являється і Чоло у вигляді зомбі. У влаштованому «Татком» вибуху гинуть і Кауфман, і зомбі-Чоло.
Команда «Сталевого месника» успішно зводить розвідний міст який веде до міста, але виявляє, що всі присутні у електрифікованого забору люди вбиті мерцями. Вони все ж розстрілюють і паркан, і зомбі з ракетної пускової установки; вцілілі в нетрях люди, очолювані Маліганом, який вибрався з в'язниці, перебираються через залишки паркану. Частина з них йде з міста, частина — з Маліганом на чолі — повертаються в місто, вирішивши влаштувати нове, більш справедливе суспільство. Своїм шляхом з міста йдуть й зомбі, що повністю задовольнили свою спрагу помсти «Фідлерс Грін». Райлі забороняє команді «Месника» розстрілювати їх, і броньовик їде на північ, запускаючи до небес феєрверки, які тепер стали непотрібні.

## У ролях
| Актор                  | Роль                  |
| ---------------------- | --------------------- |
| Саймон Бейкер          | Райлі Денбо           |
| Джон Легвізамо         | Чоло Демора           |
| Денніс Гоппер          | Пол Кауфман           |
| Азія Ардженто          | Слек                  |
| Роберт Джой            | Чарлі Хоук            |
| Джоан Боланд           | Претті Бой            |
| Тоні Наппо             | Вуді                  |
| Алан ван Спренг        | Брубейкер             |
| Саша Ройз              | Манолетте             |
| Кріста Бріджес         | Мотаун                |
| Педро Мігель Арсе      | Пілсбарі              |
| Максвелл МакКейб-Локос | Миша                  |
| Філ Фондакаро          | Чівава                |
| Брюс Макфі             | Маліган               |
| Юджин Кларк            | зомбі Великий Татко   |
| Бойд Бенкс             | зомбі-м'ясник         |
| Ясмін Гельо            | зомбі з бубном        |
| Том Савіні             | зомбі-байкер з мачете |
| Саймон Пегг            | зомбі з фотобудки     |
| Едгар Райт             | зомбі з фотобудки     |

## Камео
- У фільмі взяла участь дочка Джорджа Ромеро — Тіна, вона зіграла дівчину-солдата, розстрілювали який висів на електричному паркані зомбі.
- Британські коміки Саймон Пегг і Едгар Райт, які грали в одній з найвідоміших пародій на зомбі-фільми Ромеро — комедії «Зомбі на ім'я Шон», за спеціальним запрошенням режисера зіграли в «Землі мертвих» епізодичні ролі живих мерців в атракціоні «сфотографуйся з зомбі»; зомбі Пегг і Райт прикуті ланцюгами до рами в нетрях Піттсбурга, і мешканці фотографуються з ними.
- Журналістка польського походження Сюезен Вложина, кореспондент видання USA Today, взяла участь у картині, зігравши одного з мерців. В одній-єдиній сцені вона брала інтерв'ю у своїх колег-зомбі. Сюезен провела близько 100 хвилин у гримерці кріслі, перш ніж змогла вийти на знімальний майданчик.
- Зомбі-м'ясника, одного з основних супутників «Великого Татка», грає канадський актор і комік Бойд Бенкс, який раніше грав в римейку фільму «Світанок мерців» 2004 року від Зака Снайдера одного з персонажів-людей, Такера.
- Том Савіні, гример і постановник спецефектів для всіх ранніх фільмів Ромеро, зіграв роль зомбі в наряді байкера і з мачете, який бере участь в атаці на «Фідлерс Грін». Цікаво, що в фільмі «Світанок мерців» 1978 року Савіні з'являвся в ролі живого байкера з мачете, який бере участь в атаці на торговий центр і вбитого зомбі. Мабуть, це той же персонаж, що повстав з мертвих.
- Голос самого Джорджа Ромеро також звучить у фільмі — він озвучує схожу на Панча ляльку в театрі маріонеток в нетрях, що б'є ляльку-зомбі зі словами «На, отримай, мерзенний зомбі!».

## Цікаві факти
- Робоча назва картини — Розплата мерців («Dead Reckoning»). Саме так Джордж Ромеро і хотів її назвати, проте побоявся плутанини з однойменним фільмом Гамфрі Боґарта 1947 року. Крім цієї назви у картини було ще дві: «Dead City», «Night of the Living Dead: Dead Reckoning».
- У первинному сценарії присутня сцена з каналізаційними щурами, які перетворилися на зомбі. А також була присутня сцена, в якій зомбі розривають Мишу надвоє і витягають органи, це відсилання до фільму «День мерців». Такий же страшний кінець у фільмі настав для капітана Родса. Ця сцена таки увійшла до режисерської версії фільму.
- Режисерський варіант фільму має хронометраж 97 хвилин.
- Азія Ардженто, яка зіграла у фільмі одну з головних ролей, доводиться дочкою знаменитому італійському майстрові жахів — Даріо Ардженто. Даріо був одним з сопродюсерів до картини Ромеро «Світанок мерців» (1978).
- Джордж Ромеро хотів віддати данину своєму рідному місту Піттсбургу і провести весь знімальний процес в межах міста. Проте продюсери наполягли на тому, щоб знімання відбулося в Торонто. Як відомо, в Канаді знімання проводити набагато вигідніше через нижчі податки.
- Фільм частково оснований на оригінальному сценарії до «Дня живих мерців» (1985).
- Фільм був заборонений Міністерством культури і туризму України до прокату на території країни, але все ж фільм показали українській аудиторії. Показ і озвучення виконав телеканал НЛО-ТВ.